# Jekatierina Riabowa (łyżwiarka figurowa)
Jekatierina Aleksiejewna Riabowa, ros. Екатерина Алексеевна Рябова (ur. 27 marca 2003 w Moskwie) – rosyjsko-azerska łyżwiarka figurowa reprezentująca Azerbejdżan, startująca w konkurencji solistek. Uczestniczka igrzysk olimpijskich (2022), uczestniczka mistrzostw świata i Europy, medalistka zawodów z cyklu Challenger Series oraz mistrzyni Azerbejdżanu (2019). Zakończyła karierę sportową 6 września 2022 roku.

## Osiągnięcia

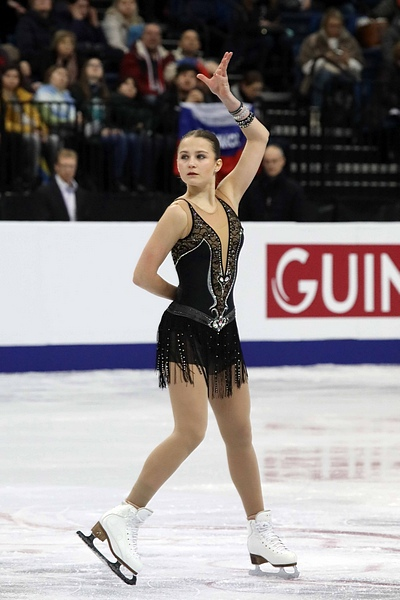
Mistrzostwa Europy 2019

| Zawody                                | 18–19          | 19–20          | 20–21          | 21–22          |                |                |                |                |                |                |                |                |                |                |                |                |                |
| Międzynarodowe                        | Międzynarodowe | Międzynarodowe | Międzynarodowe | Międzynarodowe | Międzynarodowe | Międzynarodowe | Międzynarodowe | Międzynarodowe | Międzynarodowe | Międzynarodowe | Międzynarodowe | Międzynarodowe | Międzynarodowe | Międzynarodowe | Międzynarodowe | Międzynarodowe | Międzynarodowe |
| ------------------------------------- | -------------- | -------------- | -------------- | -------------- | -------------- | -------------- | -------------- | -------------- | -------------- | -------------- | -------------- | -------------- | -------------- | -------------- | -------------- | -------------- | -------------- |
| Zimowe igrzyska olimpijskie           |                |                |                | 15             |                |                |                |                |                |                |                |                |                |                |                |                |                |
| Mistrzostwa świata                    | 13             | C              | 12             | 9              |                |                |                |                |                |                |                |                |                |                |                |                |                |
| Mistrzostwa Europy                    | 12             | 6              | C              | 5              |                |                |                |                |                |                |                |                |                |                |                |                |                |
| GP Internationaux de France           |                |                |                | 7              |                |                |                |                |                |                |                |                |                |                |                |                |                |
| GP Rostelecom Cup                     |                | 5              | 9              | 10             |                |                |                |                |                |                |                |                |                |                |                |                |                |
| CS Golden Spin of Zagreb              | 6              | 5              |                |                |                |                |                |                |                |                |                |                |                |                |                |                |                |
| CS Memoriał Dienisa Tiena             |                |                |                | 2              |                |                |                |                |                |                |                |                |                |                |                |                |                |
| CS Memoriał Ondreja Nepeli            |                | 5              |                |                |                |                |                |                |                |                |                |                |                |                |                |                |                |
| CS Minsk-Arena Ice Star               |                | 3              |                |                |                |                |                |                |                |                |                |                |                |                |                |                |                |
| CS Tallinn Trophy                     | 8              |                |                |                |                |                |                |                |                |                |                |                |                |                |                |                |                |
| Budapest Trophy                       |                |                |                | 4              |                |                |                |                |                |                |                |                |                |                |                |                |                |
| Memoriał Dienisa Tiena                |                | 5              |                |                |                |                |                |                |                |                |                |                |                |                |                |                |                |
| Minsk-Arena Ice Star                  | 1              |                |                |                |                |                |                |                |                |                |                |                |                |                |                |                |                |
| Volvo Open Cup                        |                | 2              |                |                |                |                |                |                |                |                |                |                |                |                |                |                |                |
| Międzynarodowe: Kategorie młodzieżowe |                |                |                |                |                |                |                |                |                |                |                |                |                |                |                |                |                |
| Mistrzostwa świata juniorów           | 13             | 10             |                |                |                |                |                |                |                |                |                |                |                |                |                |                |                |
| JGP na Litwie                         | 6              |                |                |                |                |                |                |                |                |                |                |                |                |                |                |                |                |
| JGP w Słowenii                        | 6              |                |                |                |                |                |                |                |                |                |                |                |                |                |                |                |                |
| Zimowe igrzyska olimpijskie młodzieży |                | 8              |                |                |                |                |                |                |                |                |                |                |                |                |                |                |                |
| Krajowe                               |                |                |                |                |                |                |                |                |                |                |                |                |                |                |                |                |                |
| Mistrzostwa Azerbejdżanu              | 1              |                |                |                |                |                |                |                |                |                |                |                |                |                |                |                |                |